# Artotrogus orbicularis
Artotrogus orbicularis is een eenoogkreeftjessoort uit de familie van de Artotrogidae. De wetenschappelijke naam van de soort is voor het eerst geldig gepubliceerd in 1859 door Boeck.